# リフルシャッフル (服飾店)
リフルシャッフルは、非日常系の世界観を持つ下北沢の洋服屋、アパレルショップ、ファッションブランド。
「フリル服と刺しゅうのお店」というように、フリル服の製造・販売とともに、刺繍技術によるグッズの制作も行っている。

## 概要
リフルシャッフルが手掛けるのは、10代～20代の女性をターゲットとした「下北沢発信の
フリフリ系ファッション」。リーズナブルな価格帯と、多彩なラインナップが特徴である。 これは、店名がトランプなどのカードを混ぜる技法に由来し、カードゲームを楽しむように「ジャンルや形式に捕らわれずにファッションを楽しんで欲しい」というコンセプトによるもの。

このようなファッションを手掛ける一方、デジタル刺繍による雑貨商品・サービスを展開している。このデジタル刺繍を用いた「キャラ縫い」は、2018年8月3日に商標登録されている。 また、リフルシャッフルが作成した”「演劇の街 下北沢」お土産トートバッグ”は、「世田谷みやげ」に認定されている。

## イメージキャラクター
王女シャッフル
本名は、ディアマンテ・リフル・シャフル2世（Diamante Riffle Shuffle The Second）
。世田谷ご当地キャラクター。